# Aleksandar Kostov
Aleksandar Kostov (bulharskou cyrilicí Александър Костов) (2. března 1938, Sofie - 15. dubna 2019, Sofie) byl bulharský fotbalista, záložník.

## Fotbalová kariéra
V bulharské lize hrál za Levski Sofia a PFK Botev Plovdiv. S Levski Sofia získal tři mistrovské tituly a čtyři vítězství v bulharském fotbalovém poháru. V Poháru mistrů evropských zemí nastoupil ve 3 utkáních a v Poháru vítězů pohárů nastoupil v 6 utkáních a dal 1 gól. Za reprezentaci Bulharska nastoupil v letech 1962–1967 v 7 utkáních a dal 1 gól. Byl členem bulharské reprezentace na Mistrovství světa ve fotbale 1962, nastoupil v utkání proti Anglii. Byl členem bulharské reprezentace na Mistrovství světa ve fotbale 1966, nastoupil v utkání proti Portugalsku.

## Ligová bilance
| Ročník                                | Zápasy | Góly | Klub              |
| ------------------------------------- | ------ | ---- | ----------------- |
| 1. bulharská fotbalová liga 1957      | 9      | 2    | Levski Sofia      |
| 1. bulharská fotbalová liga 1958      | 10     | 3    | Levski Sofia      |
| 1. bulharská fotbalová liga 1958/1959 | 11     | 2    | Levski Sofia      |
| 1. bulharská fotbalová liga 1959/1960 | 3      | 1    | Levski Sofia      |
| 1. bulharská fotbalová liga 1959/1960 | -      | -    | PFK Botev Plovdiv |
| 1. bulharská fotbalová liga 1960/1961 | -      | -    | PFK Botev Plovdiv |
| 1. bulharská fotbalová liga 1961/1962 | 26     | 7    | Levski Sofia      |
| 1. bulharská fotbalová liga 1962/1963 | 27     | 8    | Levski Sofia      |
| 1. bulharská fotbalová liga 1963/1964 | 28     | 13   | Levski Sofia      |
| 1. bulharská fotbalová liga 1964/1965 | 30     | 3    | Levski Sofia      |
| 1. bulharská fotbalová liga 1965/1966 | 23     | 8    | Levski Sofia      |
| 1. bulharská fotbalová liga 1966/1967 | 26     | 3    | Levski Sofia      |
| 1. bulharská fotbalová liga 1967/1968 | 26     | 5    | Levski Sofia      |
| 1. bulharská fotbalová liga 1968/1969 | 25     | 8    | Levski Sofia      |
| 1. bulharská fotbalová liga 1969/1970 | 14     | 1    | Levski Sofia      |
| 1. bulharská fotbalová liga 1970/1971 | 5      | 0    | Levski Sofia      |
| CELKEM 1. bulharská fotbalová liga    | 288    | 77   |                   |